# Phialina ulmariae
Phialina ulmariae är en svampart som först beskrevs av Wilhelm Gottfried Lasch, och fick sitt nu gällande namn av Dennis 1960. Phialina ulmariae ingår i släktet Phialina och familjen Hyaloscyphaceae.   Inga underarter finns listade i Catalogue of Life.
I den svenska databasen Dyntaxa används istället namnet Calycellina ulmariae för samma taxon.  Arten är reproducerande i Sverige.